# 唐古・鍵遺跡
唐古・鍵遺跡（からこ・かぎいせき）は、奈良県磯城郡田原本町唐古および鍵にある弥生時代の環濠集落の遺跡。国の史跡に指定され、出土品は国の重要文化財に指定されている。

## 概要

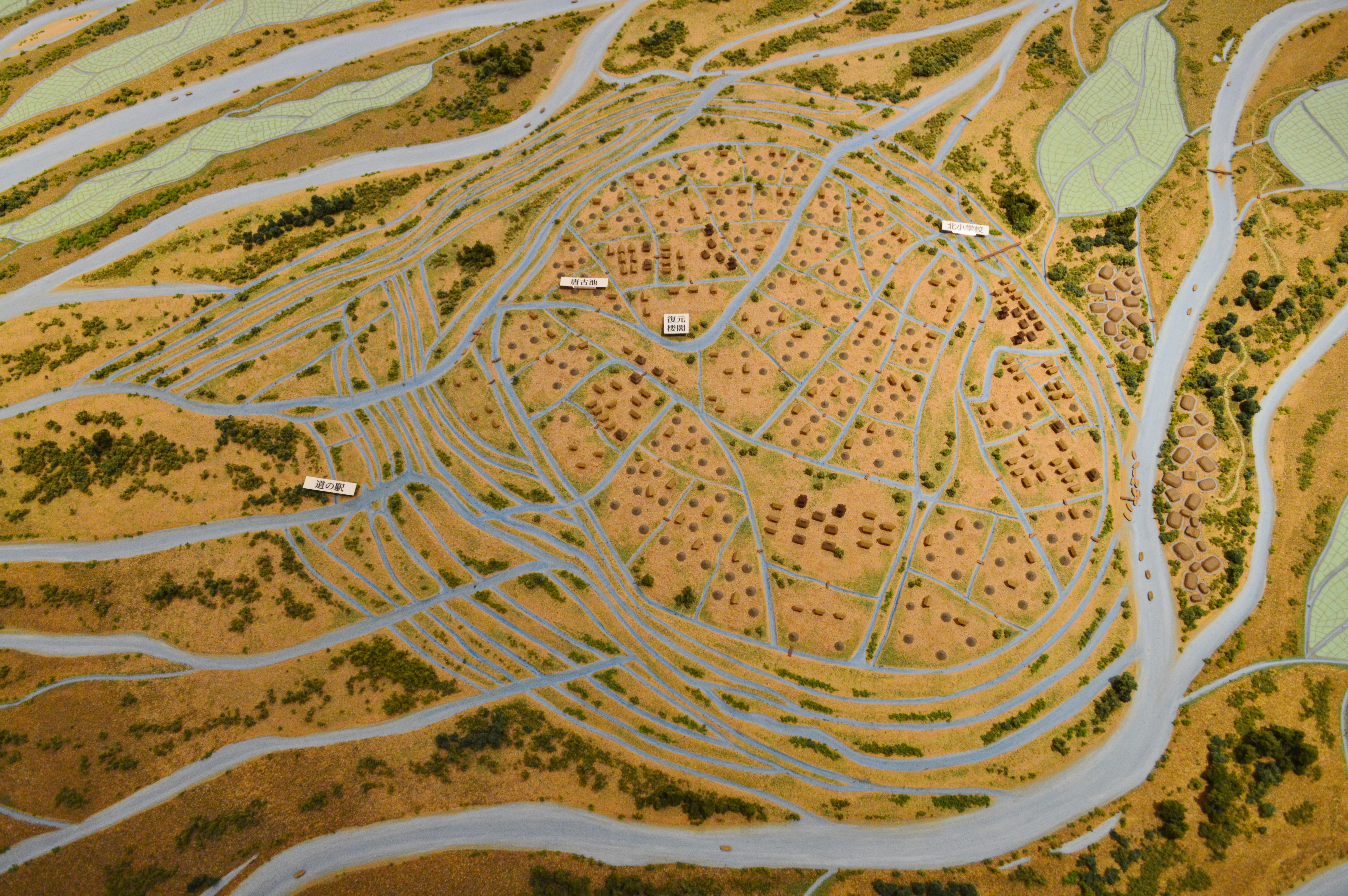
復元模型唐古・鍵考古学ミュージアム展示。

奈良盆地中央部、標高約48メートル前後の沖積地に位置する。現段階の調査で認知されている遺跡面積は約30万平方メートル。規模の大きさのみならず、大型建物の跡地や青銅器鋳造炉など工房の跡地が発見され、話題となった。1901年（明治34年）、高橋健自が『大和考古雑録』の中で「磯城郡川東村大字鍵の遺跡」として紹介した事を始め、全国からヒスイや土器などが集まる一方、銅鐸の主要な製造地でもあったと見られ、弥生時代の日本列島内でも重要な勢力の拠点があった集落ではないかと見られている。1999年（平成11年）に国の史跡に指定され、ここから出土した土器に描かれていた多層式の楼閣が遺跡内に復元されている。
2004年（平成16年）11月24日、田原本青垣生涯学習センター2階に「唐古・鍵考古学ミュージアム」を開設し、出土品などの展示を行っている。
2018年（平成30年）に周辺が唐古・鍵遺跡史跡公園として整備された。また同時期に「道の駅レスティ唐古・鍵」が開業している。

## 遺跡の変遷

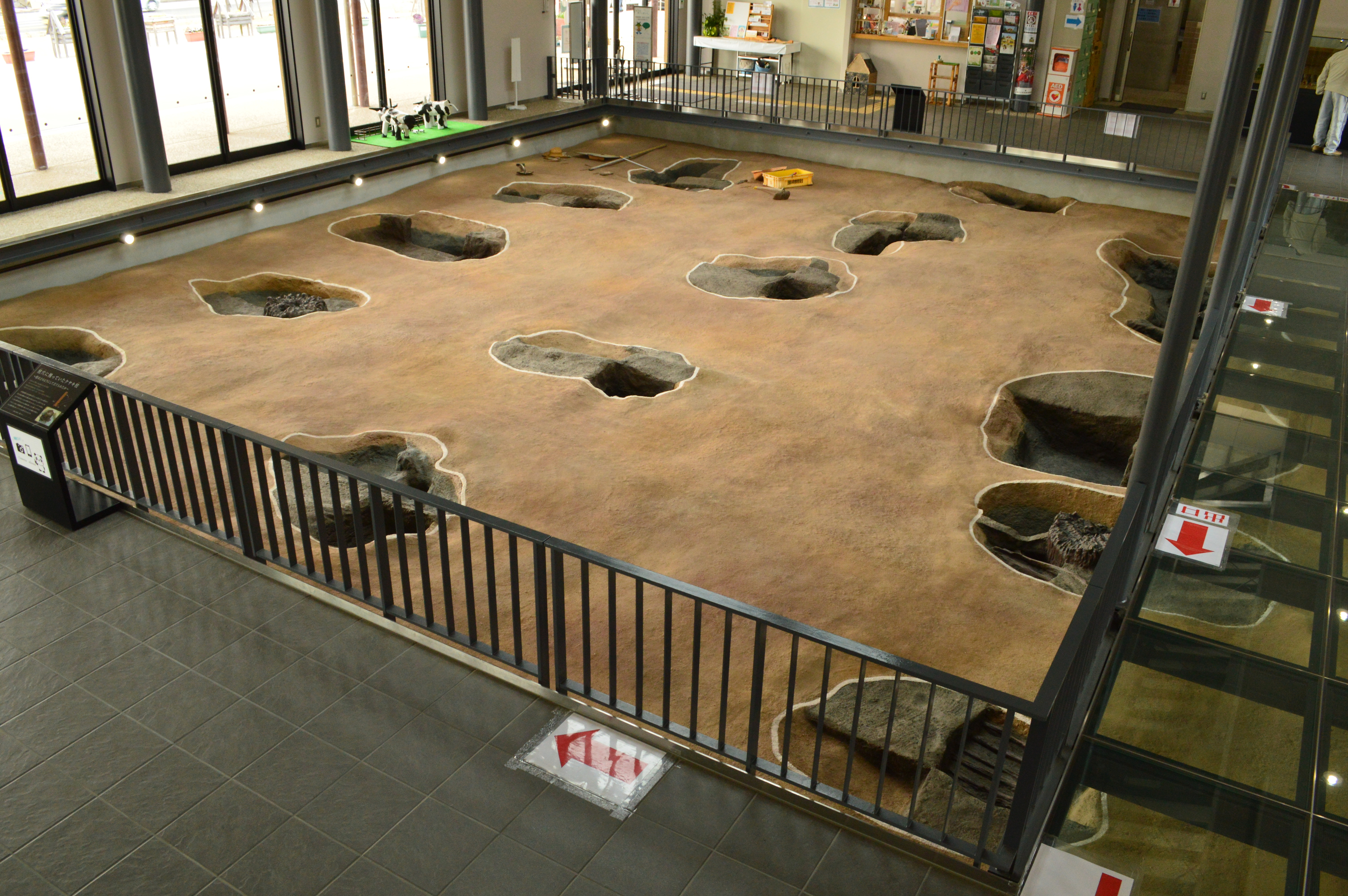
大型建物遺構遺構展示情報館展示。

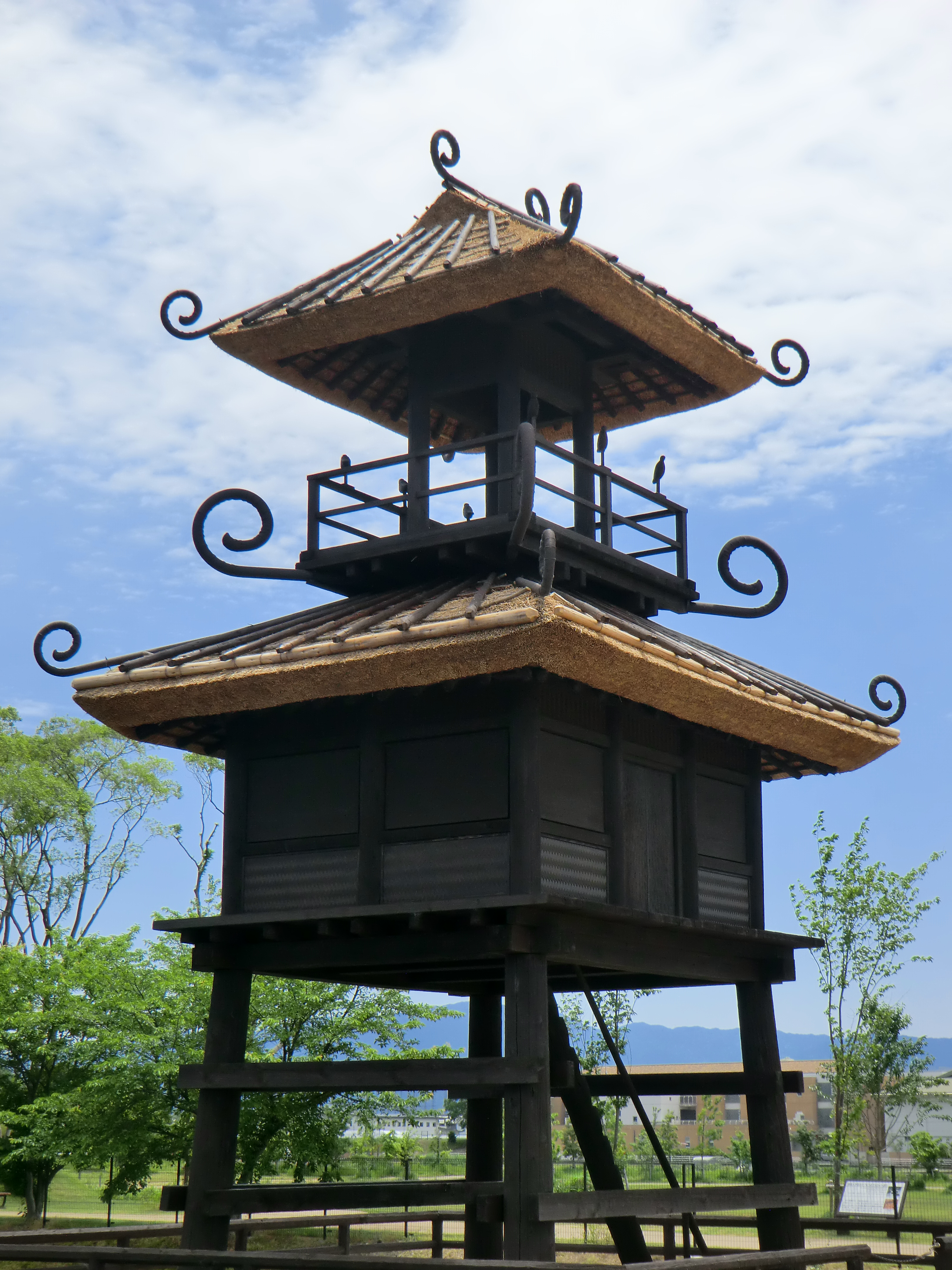
復元楼閣

遺跡の範囲は、おおきく北地区・西地区・南地区・中央区の4つに分けて認識されている。

### 弥生時代
第1段階
初期（弥生時代前期初頭から前半）には西地区から北地区の微高地に居住区などが存在したと考えられる。この頃は周辺に川が流れる中州状であったとされ、人工的な環濠があったとは考えられていない。この時期の土器は、弥生土器の古い型式と縄文土器の晩期の型式が共伴するが、縄文土器は周辺の集落との交易で持ち込まれたものと考えられる。また、多数の土坑とその内部から未完成の鍬や鋤などの木製品が検出されているが、これらは製作途中の木製品やその材料を水漬け保存したものと考えられており、集落は周辺集落に木器を供給する生産拠点でもあったと推定されている。
第2段階
集落の第2段階（弥生時代前期後半から中期初頭）でも、引き続き未完成の木器貯蔵穴が検出され、農耕具や斧などの工具・高杯などの容器類が出土している。また、西地区からは流紋岩製石包丁とその原石や未完成品などが大量に発見されており、石包丁の製作工房があったと考えられる。流紋岩製石包丁は弥生時代前期に見られる農具で、材料は集落から直線距離にして6㎞ほどの耳成山から採取されたものとされる。このころには集落の範囲が南地区にも広がり、弥生時代前期末頃には各地区を区画する大溝が掘られた。この溝は湿地の排水を目的としたものと考えられ、短期間で埋没する。
各地区のなかでも西地区の集落が最も大きく、総柱の大型建物跡が検出されている。建物の全容は明らかではないが集落の中心的な建物と推定され、梁行2間（7m）桁行5間以上（11.4m以上）の南北に長い建物で、独立棟持柱をもつ。柱穴には直径60cmのケヤキ3本とヤマグワ1本の柱が残存していたが、このケヤキの伐採時期は炭素年代測定法により紀元前5世紀ごろのものと、紀元前4世紀から3世紀のものという結果が示されている。このうち古い柱は転用された可能性があり、この建物の前身となったより古い大型建物が存在した可能性がある。
また、同時期の墓として北地区の北東はずれから木棺墓、南地区南東部から方形周溝墓が検出されている。木棺墓のうちひとつは保存状態がよく、頭骨を含む人骨が出土した。木棺の炭素年代測定では2100年前との結果が得られて弥生時代であることが確認されたが、一方で人骨を調査した馬場悠男が「とても弥生時代の人骨に見えず、江戸時代のものではないかと思った」と話すほど現代人に近い様相をもち、被葬者は渡来系の人物と考えられている。なお、木棺墓と方形周溝墓の違いが時期によるものなのか、それとも埋葬形態の違いであるかは不明である。
第3段階
第3段階（弥生時代中期前葉）は、周囲に環濠が巡り、集落がもっとも繁栄した時期とされる。環濠の造成はいくつかの段階を踏んでいると考えられる。まず各地区を囲むような環濠が掘削されたが、すぐにこれは埋め戻された。続いて集落全体を取り囲むように幅7m、深さ1.5mから2m程度の大環濠が造成された。さらに大環濠の外側に3条から5条のやや小規模な環濠が掘削され、環濠帯を形成する。最も外側の環濠は、全長は2㎞に達すると推定され、相当の年月と人工を必要とした土木工事とされる。環濠に湛える水は流水であったと考えられ、環濠集落の出入りは陸橋ではなく、木橋であったと推定される。集落の南東部にあたる環濠からは橋脚と思われる径30cmの柱が検出されている。
西地区北側からは、前述のものとは別に中期初頭と考えられる大型建物跡が検出されている。梁行2間（6m）桁行6間（13.2m）の総柱の建物であるが、柱穴から少なくとも2回の建て替えが行われたと考えられる。検出された柱は炭素年代測定法により紀元前4世紀から3世紀との結果が得られた。その周囲にも全容はつかめていない大きな柱穴が見つかっており、大型建物とそれを取り巻く施設が配置されていたと推測されている。
この第3段階から集落内に井戸が掘られた。井戸からは祭祀にまつわると考えられる長頸壺や水差形土器などが検出されることが多いが、中でも西地区で発見された大型井戸は、使われなくなった後に卜骨や炭化した雑穀を入れた壺、獣骨などが供献されている。また、この大型井戸から出土した甕と接合する土器が、大量のイノシシの下顎骨と共に集落北西側の大環濠から出土しており、炊いた穀物・占い・イノシシの下顎を用いたマツリゴトが行われていたと推定されている。また、大量のもみ殻を投棄した井戸もあり、この時代に脱穀が行われていた事が確認された。
南地区には鋳造関連遺物が出土し、青銅器工房があったと推定される。工房が展開したのは中期末から後期初頭にかけてと推定され、炉跡を中心に鋳型などが出土している。また、集落西南部には近江・紀伊地方からの搬入土器が多く出土する地区、北部にはサヌカイトがまとまって出土する地区、南部には木器の未完成品が出土する地区など特色がみられ、エリアごとに異なる役割をもつ集落構造であった可能性がある。
この時期の墓は、集落外縁部に土壙墓、あるいは甕を転用した小児の墓が検出されている。ただし、同時期の奈良盆地の遺跡と同様に、中心となる成人用の墓域は集落から離れた場所に作られたと推定されている。その場所は、周辺の清水風遺跡や阪手東遺跡などの方形周溝墓である可能性が指摘されているが、集落の人口に見合う規模や権力を象徴するような遺物は無く、確定できていない。
第4段階
第4段階（弥生時代後期）は、集落が被災・再生・発展した時期である。弥生時代中期後半から末にかけて集落各所で洪水跡が確認されており、繰り返し災害に見舞われたことが分かっている。特に中期末の洪水は集落全体を押し流したと考えられ、また近畿一円の弥生時代中期の遺跡においても痕跡が確認されることから、広域大規模災害であったと考えられる。ただし、他の拠点集落が廃絶・解体・移動を行うのに対し、唐古・鍵遺跡では位置を変えずに再建しさらに規模を拡大したと考えられており、こうした様相は特徴の一つとなっている。
環濠は弥生時代中期末の洪水で埋没するが、後期初頭には再掘削が行われて復活。後期前半には溝さらえなどが行われて維持されていたが、大半の環濠は後期後半に大量の土器の投棄によって埋められている。さらに最後の環濠も弥生時代終末期に埋められて、環濠は消滅した。一方で、弥生時代後期の土器が多数検出されており、依然として集落の生産・消費活動は衰えていなかったと推定されている。また、集落内に方形周溝墓が作られるようになり、特に南地区は墓域として再整備されたと考えられる。
第5段階
第5段階（弥生時代終末から古墳時代前期）は、大環濠帯が消失した時期にあたる。環濠は前段階で埋められ機能を失ったが、集落は存続していたと考えられる。ただし出土する土器では、古墳時代最初期の庄内式甕は顕著ではなく弥生形甕が中心となっており、同時期に繁栄した奈良盆地南東部の纒向遺跡などとは様相が異なっている。続く布留式土器が出土する古墳時代前期では遺構遺物ともに数が増し、山陰系の土器が出土するなど、交易が行われていたと推定される。また、北地区・南地区・西地区などで弥生時代中期から後期の環濠が再掘削され、古墳時代前期に環濠集落が復活したと考えられている。

### 古墳時代以降
6世紀後半ごろから唐古・鍵遺跡に後期古墳が10基あまり造営される。これらの古墳は早い段階に墳丘が崩壊したと考えられるが、小字に上塚や狐塚が見られる事から中世ごろまでは残存していたと推定される。しかし、その後の開発により墳丘は削平されて、現在は周溝が残存するのみである。また遺跡東側からは古墳時代の集落が検出され、井戸からは馬の頭蓋骨を含む祭祀遺物が投棄されていることから、有力首長の存在が推定されている。
その後、条里制により整備された。10世紀末の記録にみえる藤原宣孝の所領であった田中庄（後に興福寺の荘園）が現在の小字田中がとされる。田中では古代から中世にかけての遺物が出土しており、荘園を管理する施設の存在が推定されている。
応仁の乱前後には、法貴寺に所在した法貴寺氏を盟主とした武士団の所領となり、「唐古」「唐古南」「唐古東」などの在地武士の名前が記録されている。この時代の遺構・遺物も確認されているが、こうした時代の溝や井戸からは弥生時代の遺物が共伴することが多く、遺跡が重複する部分で弥生時代の遺構が破壊されたと考えられる。近世に入ると在地武士は帰農して、集落が統廃合されて唐古南に集落を形成。以降現代に至るまで水田が広がっている。また、唐古池は江戸時代後期の造成であることが判明している。

## 発掘調査
遺跡は、高橋健自が1901年に発表した論文『大和考古雑録』に「磯城郡川東村大字鍵の遺跡」として初めて紹介され、唐古池から南側から石器などが出土することが記されている。1917年には鳥居龍蔵・岩井武俊が小規模な発掘を行い「唐古遺跡」として紹介された。その後、飯田恒男・松次郎親子が遺物採集を行い1930年に『大和唐古石器時代遺物図集』を自費出版。その他にも小規模な調査が行われ、これらの成果により梅原末治・森本六爾らの研究者に注目されるようになった。
1936年（昭和11年）に第1次調査として唐古池底の調査がおこなわれた。この調査により唐古遺跡は、低湿地という条件により木製品や種実などの有機物が良好に保存されており、弥生文化を総合的に理解できる遺跡として注目されるようになる。
それから40年ほど調査は行われなかったが、1977年の第3次調査から始まる第1期の調査が奈良県立橿原考古学研究所により行われ、遺跡の範囲は存続期間などの基礎的調査が行われた。続いて1982年の第13次調査から第2期の調査が田原本町教育委員会により行われ、広大な遺跡の範囲が明らかになった。1988年の第34次調査から始まる第3期では、農地整備や小学校の設置に伴う事前調査が主で、環濠集落の実像が明らかになってきた。特に楼閣の描かれた土器片が第47次調査で発見され、報道などで一般に知られるようになる。1996年の第61次調査からは、史跡指定に向けての調査が行われ、これにより1999年に国史跡にしていされた。また第74次の調査では大型建物跡が検出され、重要な遺跡であるという認識がより強まった。以降、2012年時点で112次に及ぶ調査が行われている。

## 主な遺物と弥生文化の復元

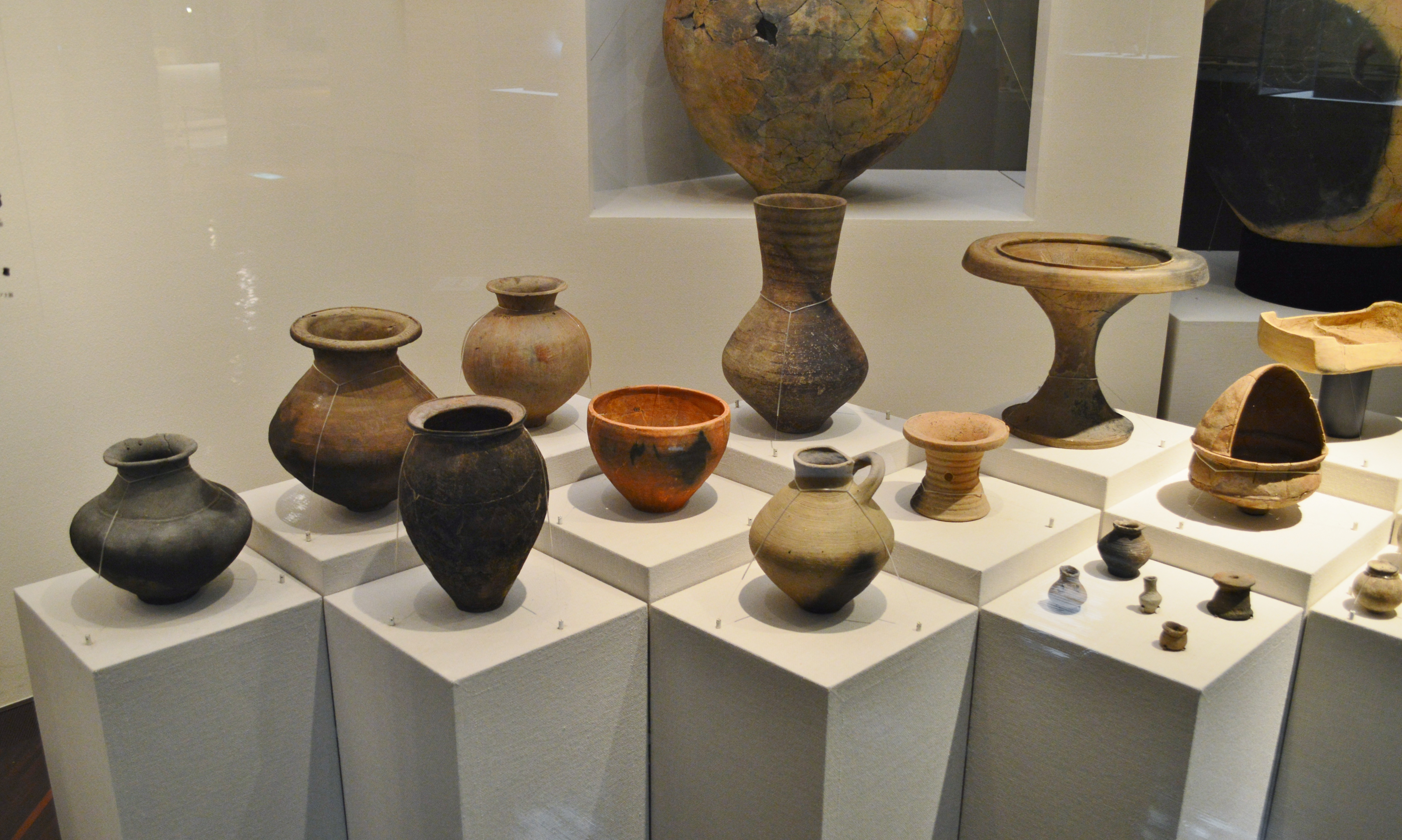
土器
唐古・鍵考古学ミュージアム展示。

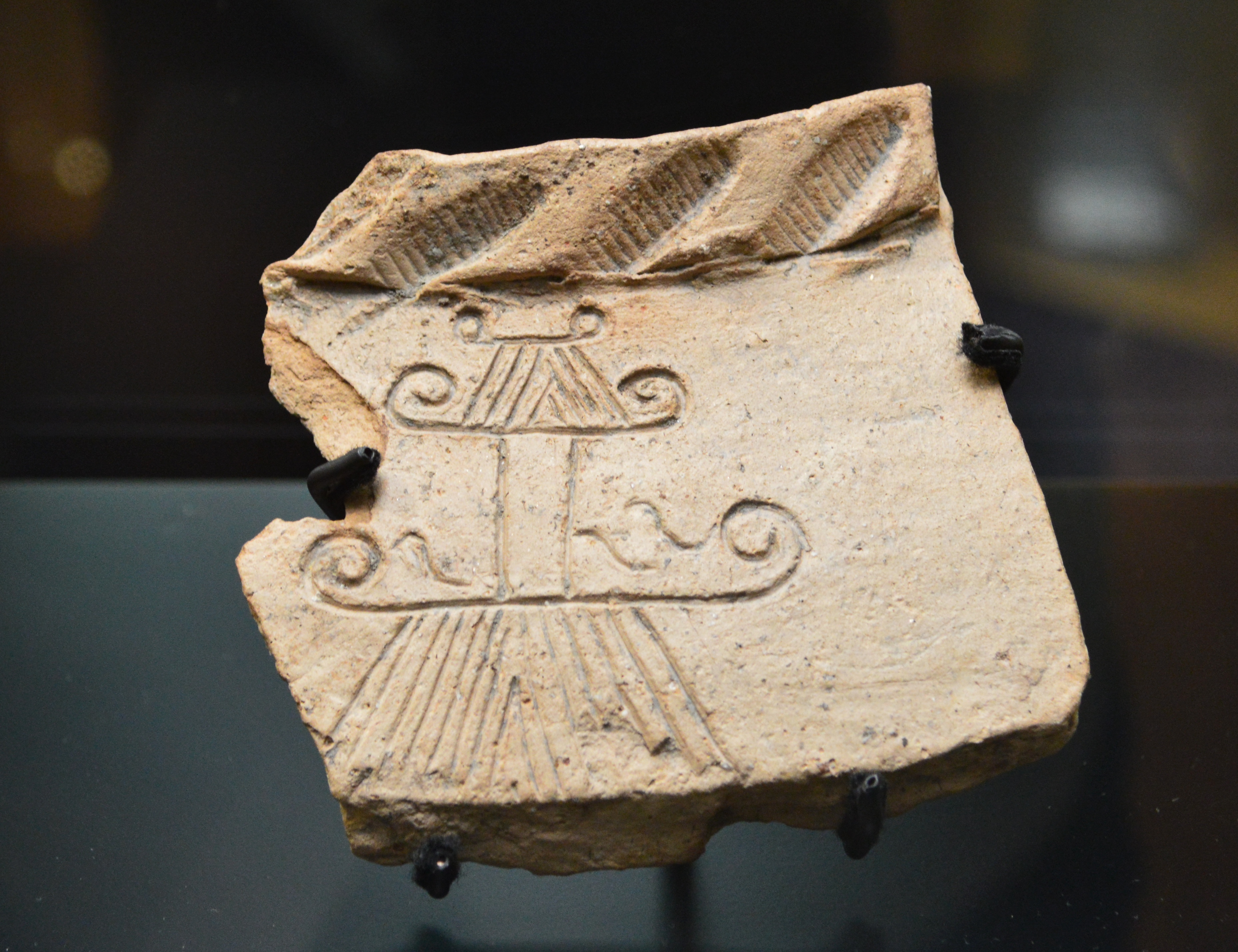
「楼閣」を描いた土器
唐古・鍵考古学ミュージアム展示。

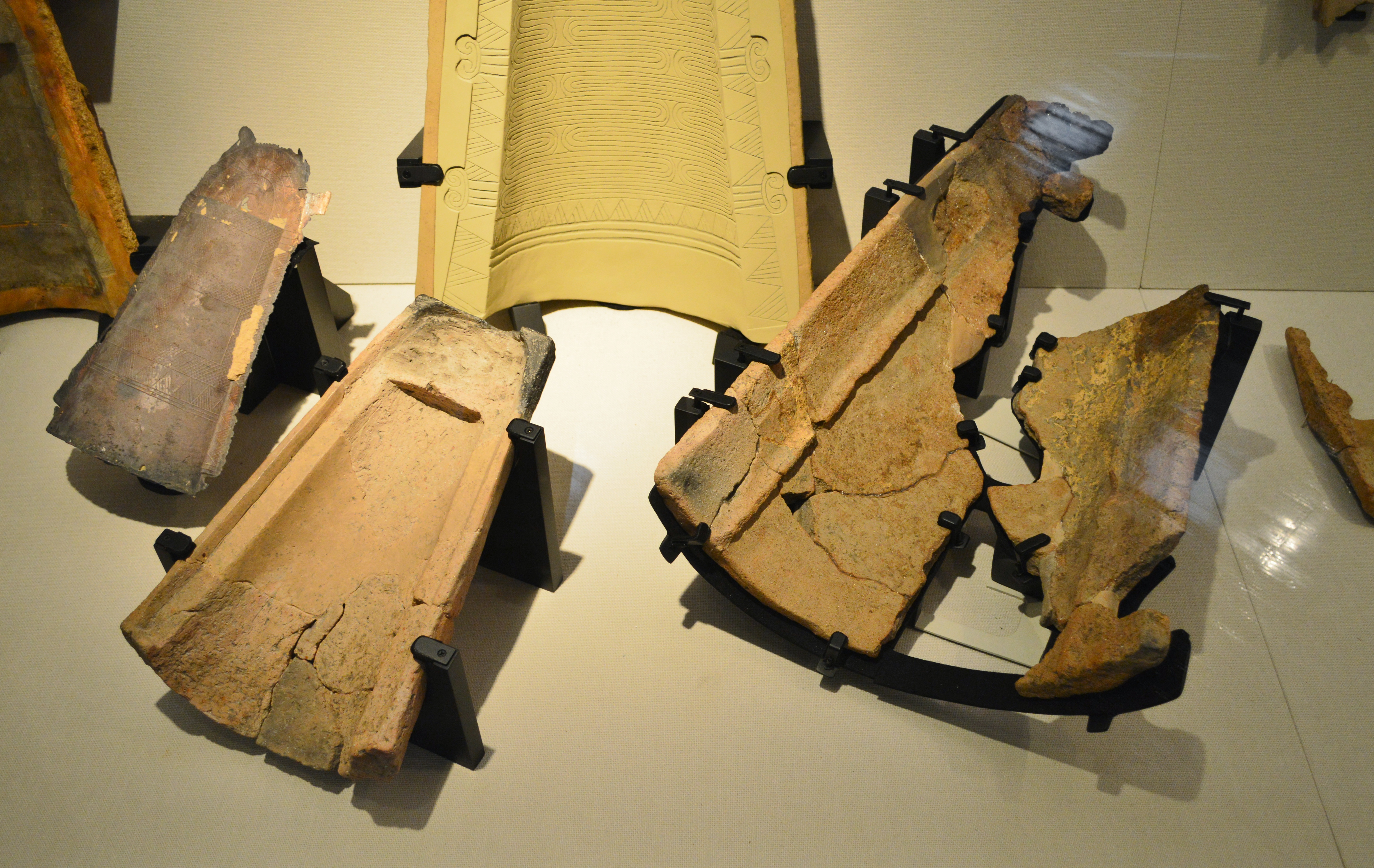
銅鐸鋳型
唐古・鍵考古学ミュージアム展示。

唐古・鍵遺跡の特徴のひとつは、弥生時代を通じて全期間の遺物が出土する事である。特に大量に出土する弥生土器は、大和様式弥生土器編年として纏められ、考古学で近畿地方の標準的な土器編年に位置づけられている。また、唐古・鍵遺跡から出土する土器の特徴として建物や鹿を描いた絵画土器が多い事が挙げられる。2012年時点で、全国で発見された絵画土器の総数は600点余りとされるが、その半数以上が唐古・鍵遺跡とその周辺から出土している。特に楼閣を描いた土器は著名で、この発見により弥生時代に2階建ての建造物が存在したと考えられるようになった。ただし、この楼閣の遺構は確認されていない。楼閣以外にも、人物・鹿・魚・スッポン・船などが見られるが、女性とみられる鳥装の人物や盾や戈を持って踊る戦士は祭祀を表現したものと推定され、絵画土器は祭祀に用いられた特別な土器と考えられている。また、遠方からもたらされた土器も出土している。弥生時代前期から中期前半は伊勢湾から東海地方の土器が多く、弥生時代中期後半になると吉備地方を中心とする瀬戸内地方の土器が多くなる。特に、1点ずつ発見されている吉備製の大形壺と大形器台は日用品ではなく、2地域間の関係性を象徴するものと推定されている。
石器は製品のみでなく原料や未成品が出土し、集落は石器製品の生産地であったと考えられる。これらの原料は、弥生時代前期では耳成山産流紋岩（磨製石包丁）、中期には紀ノ川産結晶片岩（磨製石包丁）、前期から中期を通して二上山産サヌカイト（打製石剣・打製石鏃・打製石鑿など）など、遠方から持ち込まれた。一方で磨製石斧など、製品が出土する一方で未完成品が発見されない石器もあり、地域間ごとに石器の生産が分担され交易があったと推測される。
木製製品も未完成品が見られ、弥生時代全期間を通して木器生産が行われていたと考えられる。木器は水漬け保管を行いつつ数年かけて製作していたと考えられるが、その保管方法は前期と中後期で異なる。前期では土坑に水を湛えて保管したと考えられるが、中後期では環濠や区画溝・井戸跡などが用いられたとみられる。製品としては鍬・鋤・臼・杵・槽・斧柄などの農工具・工具類と、壺・高杯・鉢・匙などの食器類、糸巻具などの紡績具、弓や竪などの武器・狩猟具、木製戈などの祭祀用具など多様である。樹種としては、カシ・ヤマグワ・ケヤキなどが多く、製品により樹種を使い分けていた。
また、紡績具も多く出土している。機織り技術は弥生時代に大陸から伝来したものと考えられ、また、唐古・鍵遺跡からは貴重な弥生時代中期初頭とみられる織布の断片が発見されており、大麻を用いた平織り布が存在したことが明らかになった。この布断片は、きわめて緻密な布で大陸からの伝来したものという説もある。一方で、縄文時代からの編布も引き続き生産されていたと考えられる。
金属器としては青銅器と青銅器の鋳造に関わるものも出土している。青銅器は弥生時代中期初頭の細形銅矛が最も早いが、これは朝鮮半島もしくは北部九州からもたらされたと考えられる。次に古いのは、銅鐸を模した土製品である。土製品ではあるが、文様などが精工に再現されており保有していたであろう弥生時代中期の銅鐸を観察して製作したと考えられる。その他、弥生時代後期の銅鏃・銅釧・巴形銅器・小型仿製鏡・有孔円盤などが出土している。鋳造関連遺物としては、弥生時代中期中頃の銅鐸の石製鋳型と鋳造失敗品と考えられるスクラップされた銅鐸片が最も古いと推定されるが、確実に年代が判明する最古の遺物は中期後半の送風管とされる。最も鋳造が盛んだったと考えられるのは、青銅器鋳造編年の第Ⅱ期から第Ⅲ期（弥生時代中期末から後期初頭）の土製鋳型によって大型青銅器が製造された時期で、南地区からは大量の土製鋳型が出土している。鋳型内側の粘土が剥離しているため、どのような製品が製造されたのかは明らかではないが、鋳型の大きさから銅鐸・銅戈・銅鏃・銅鏡などが候補に挙げられている。なお、鉄器の出土は僅かで、弥生時代後期後半の鉄斧と、古墳時代前期のヤリガンナなどが見られる。ただし木製品や骨角器などに鉄器による加工痕が見られるため、それなりに所有していたとする説もある。
装身具としては、新潟県姫川産のヒスイが7点出土している。特に注目されるのが、褐鉄鉱の空洞に入った状態で出土した2点のヒスイ製勾玉である。1号勾玉の大きさは弥生時代では最大クラスの4.6cmで、2号勾玉は最高品質のヒスイで大きさは3.6cmであった。この遺物は出土状況が明らかではないが、首長あるいは集落の象徴的な遺物が弥生時代後期に埋納されたものと考えられている。その他には、水晶玉・ガラス小玉・牙製垂飾品などが出土している。また、未完成の碧玉製大型管玉やこれを加工する玉砥石などが出土しており、集落内で装飾品の加工が行われていたと考えられる。
その他に注目されるのが大量に出土する動植物の史料である。植物性食料としては主食の炭化米や穂束などがあるが、その他にマメ・ウリ・ヒョウタン・モモ・クルミ・トチノキなどが出土している。また注目されるものとして弥生時代前期のドングリを保管するピットが確認されており、弥生時代前期においての主食はまだ米主体ではなく、堅果類と補完関係であったと考えられる。動物性食料としてはイノシシが圧倒的に多く、獣類ではシカ・イヌ・タヌキ・キツネ・ウサギ・スッポン、鳥類ではカモ・ガン・ツグミ、魚類では淡水魚のアユ・ギギ・ナマズ・ウナギ・コイ、海水産としてマイワシ・エイ・ハモ・タイ・アカニシ・サメ・クジラ・ウニが確認されている。海産物と関連して漁具の蛸壺も出土しており、こうした品々は和泉沿岸から大和川を経由して持ち込まれたと考えられている。食用以外として注目されるのが42点が確認されている骨卜である。骨はイノシシやシカの肩甲骨が利用されている。骨卜は弥生時代中期前葉から後期にかけて行われたが、焼灼の仕方が時期によって変化することも確認されている。このほか、イノシシの下顎に孔をあけたものが出土している。これは棒に引っ掛けて飾り付けたと考えられるが、豊作の儀礼や魔除けなどに用いられたと考えられる。

## 文化財

### 重要文化財（国指定）
- 奈良県唐古・鍵遺跡出土品（考古資料） - 明細は以下。所有者は田原本町、唐古・鍵考古学ミュージアム（一部は奈良県立橿原考古学研究所附属博物館）保管。2018年（平成30年）10月31日指定[28][29]。
  - 土器・土製品 803点
  - 木器・木製品 203点
  - 石器・石製品 633点
  - 鋳造関連遺物 134点
  - 金属製品 19点
  - ガラス製品 34点
  - 骨角牙製品 83点
  - 繊維製品残欠 7点
  - 稲穂束残欠 1点
  - （附指定）炭化食物 4点
- 大和唐古遺跡出土品[30] - 明細は以下。所有者は国立大学法人京都大学。京都大学総合博物館保管。1967年（昭和42年）6月15日指定[31]。
  - 土器
    - 壺形土器 34箇
    - 甕形土器 5箇
    - 鉢形土器 3箇
    - 高坏形土器 2箇
    - 水差形土器 1箇
    - 蓋形土器 10箇
    - 土器片 一括

  - 石器 46箇
  - 骨角牙器 7箇
  - 土製品 10箇
  - 木製黒漆塗釧残欠 1箇
- 大和唐古遺跡出土品 - 明細は以下。所有者は奈良県。奈良県立橿原考古学研究所附属博物館保管。1967年（昭和42年）6月15日指定[31]。
  - 壺形土器 28箇
  - 甕形土器 3箇
  - 鉢形土器 1箇
  - 高坏形土器 1箇
  - 水差形土器 4箇
  - 器台形土器 2箇
  - 蓋形土器 1箇

### 国の史跡
- 唐古・鍵遺跡 - 1999年（平成11年）1月27日指定、2002年（平成14年）12月19日・2008年（平成20年）3月28日・2010年（平成22年）8月5日に史跡範囲の追加指定[32]。